# Bernardo Valencia (futbolista)
Bernando Valencia (Manizales, 12 de octubre de 1938 - Envigado,  4 de septiembre de 2013) conocido como "Cunda" fue un futbolista y entrenador colombiano que jugaba como delantero es uno de los máximos goleadores del Deportivo Cali, y uno de los jugadores claves en la consecución de las 2 primeras estrellas del cuadro caleño, también fue internacional con la selección de fútbol de Colombia.

## Clubes
| Club                | País     | Año              | Partidos | Goles |
| ------------------- | -------- | ---------------- | -------- | ----- |
| Nacional            | Colombia | 1960 1968 - 1970 | ?        | ?     |
| Deportivo Cali      | Colombia | 1961 - 1968      | 180      | 64    |
| Total en la carrera |          |                  |          |       |

## Como entrenador
| Club                | País     | Año              |
| ------------------- | -------- | ---------------- |
| Medellín            | Colombia | 1978 - 1979 1986 |
| Total en la carrera |          |                  |

## Palmarés

### Campeonatos nacionales
| Título           | Club           | País     | Año  |
| ---------------- | -------------- | -------- | ---- |
| Primera División | Deportivo Cali | Colombia | 1965 |
| Primera División | Deportivo Cali | Colombia | 1967 |